# Сарт-Чишма
Сарт-Чишма (баш. Һарт-Шишмә) — село в Кармаскалинском районе Республики Башкортостан Российской Федерации. Входит в состав Новокиешкинского сельсовета.

## География

### Географическое положение
Находится на берегу реки Белой.
Расстояние до:
- районного центра (Кармаскалы): 18 км,
- центра сельсовета (Новые Киешки): 2 км,
- ближайшей ж/д станции (Сахарозаводская): 4 км.

## Население
| 2002 | 2009 | 2010 |
| ---- | ---- | ---- |
| 993  | ↘956 | ↘908 |

Национальный состав
Согласно переписи 2002 года, преобладающая национальность — башкиры (86 %).

## Религия
В селе есть мечеть.